# Matt Jones (cestista)
Matthew Elliot Jones, detto Matt (DeSoto, 5 dicembre 1994), è un ex cestista statunitense.

## Statistiche

### College
| Anno       | Squadra          | PG  | PT | MP   | TC%  | 3P%  | TL%  | RP  | AP  | PRP | SP  | PP   |
| ---------- | ---------------- | --- | -- | ---- | ---- | ---- | ---- | --- | --- | --- | --- | ---- |
| 2013-2014  | Duke Blue Devils | 32  | 4  | 7,3  | 29,4 | 14,3 | 56,1 | 0,8 | 0,2 | 0,3 | 0,0 | 1,8  |
| 2014-2015† | Duke Blue Devils | 39  | 14 | 21,7 | 41,0 | 37,6 | 71,4 | 2,3 | 1,0 | 0,9 | 0,1 | 6,0  |
| 2015-2016  | Duke Blue Devils | 35  | 35 | 31,8 | 40,8 | 41,5 | 73,6 | 2,5 | 2,3 | 1,0 | 0,2 | 10,4 |
| 2016-2017  | Duke Blue Devils | 37  | 33 | 32,9 | 39,9 | 34,2 | 73,1 | 2,8 | 1,9 | 1,7 | 0,2 | 7,0  |
| Carriera   | Carriera         | 143 | 86 | 23,9 | 39,8 | 37,0 | 68,4 | 2,2 | 1,4 | 1,0 | 0,1 | 6,4  |

### G League
| Anno      | Squadra        | PG | PT | MP   | TC%  | 3P%  | TL%  | RP  | AP  | PRP | SP  | PP   |
| --------- | -------------- | -- | -- | ---- | ---- | ---- | ---- | --- | --- | --- | --- | ---- |
| 2017-2018 | Reno Bighorns  | 50 | 40 | 29,6 | 41,3 | 30,5 | 78,3 | 3,8 | 1,3 | 1,3 | 0,1 | 10,2 |
| 2018-2019 | Stockton Kings | 49 | 46 | 34,4 | 42,2 | 34,5 | 82,1 | 4,2 | 1,9 | 1,2 | 0,2 | 12,7 |
| Carriera  | Carriera       | 99 | 86 | 32,0 | 41,8 | 32,7 | 80,5 | 4,0 | 1,6 | 1,3 | 0,2 | 11,4 |

## Palmarès
- McDonald's All-American Game (2013)
- Campione NCAA (2015)